# Tribladtjärnen (Degerfors socken, Västerbotten)
Tribladtjärnen är en sjö i Vindelns kommun i Västerbotten och ingår i Umeälvens huvudavrinningsområde.